# Kennwort „Schweres Wasser“
Kennwort „Schweres Wasser“ (Originaltitel: The Heroes of Telemark) ist ein britischer Kriegsfilm des Regisseurs Anthony Mann aus dem Jahr 1965. Er spielt während des Zweiten Weltkrieges in der norwegischen Provinz Telemark und handelt von den Bemühungen norwegischer Widerstandskämpfer, die Produktion und den Transport schweren Wassers zu sabotieren, das die Nationalsozialisten zur Herstellung von Atombomben benötigen. Die erzählte Geschichte richtet sich großteils nach wahren Begebenheiten, die Charaktere sind überwiegend realen Personen nachempfunden.
Der Film wurde in der Bundesrepublik erstmals am 2. September 1966 in den Kinos gezeigt, in der DDR fand er seine Erstausstrahlung am 29. Januar 1985 im Fernsehen der DDR (DDR-F1). In Deutschland wurde er im Kino und lange Zeit auch im Fernsehen in einer stark geschnittenen Fassung ausgestrahlt, seit der DVD-Veröffentlichung ist die ungeschnittene Version verfügbar. Durch eine Veröffentlichung auf VHS ist er auch unter dem Titel Stoßtrupp Telemark bekannt.

## Handlung
Im von den Deutschen besetzten Norwegen des Jahres 1942: Eine Wagenkolonne der deutschen Besatzung fährt auf einer Serpentinenstraße. Einige Meter höher entlang der Straße wartet eine Gruppe norwegischer Widerstandskämpfer und bringt, als die Kolonne vorbeifährt, einen großen Felsbrocken ins Rollen, der schließlich einen Wagen der Deutschen von der Straße schleudert. Der deutsche Reichskommissar lässt die fliehenden Attentäter unter Beschuss nehmen und ordnet an, als Vergeltungsmaßnahme 15 Zivilisten aus der Provinz Telemark zu exekutieren.
Knut Straud, Anführer einer norwegischen Widerstandsgruppe, bringt einen aus der Hydrofabrik nahe dem Dorf Rjukan geschmuggelten Mikrofilm zu Dr. Rolf Pedersen, Physiker an der Universität Oslo. Pedersen findet heraus, dass die Deutschen in der Fabrik schweres Wasser herstellen, ein wichtiger Bestandteil zum Bau von Atombomben. Zusammen mit einigen Helfern bringen Straud und Pedersen die Fähre nach Trondheim gewaltsam unter ihre Kontrolle und nehmen Kurs auf Großbritannien. Unterwegs können sie Seeminen in letzter Sekunde ausweichen. Angekommen in England, überbringen sie die Nachricht den britischen Alliierten, die daraufhin beschließen, die Fabrik zu zerstören.
Straud, dem die Gefahr der Fabrik und des schweren Wassers noch nicht bewusst ist, und Pedersen kehren nach Norwegen zurück, und zwar zu einer Hütte, in der Pedersens Ex-Frau Anna und deren Onkel ein Versteck für Widerstandskämpfer unterhalten. Pedersen versucht erfolglos, Annas Liebe zurückzugewinnen. Als Pedersen und Anna die Fabrik und die Umgebung im Hinblick auf einen Angriff durch die Alliierten prüfen, stellt sich heraus, dass die Fabrik schwer bewacht ist, nur über eine Zufahrtsstraße verfügt und das umgebende Gelände mit Tellerminen gesichert ist. Pedersen erhält in der Dorfkirche von einem Fabrikangestellten einen Mikrofilm.
Angesichts der schweren Befestigung ist Pedersen davon überzeugt, dass nur ein Bombardement durch Flugzeuge erfolgreich sein könne, um die Fabrik zu zerstören und dadurch die Entwicklung der Atombombe durch die Deutschen zu verhindern. Weil er dabei den Tod von 6000 Dorfbewohnern in Kauf nimmt, gerät er mit Straud in einen heftigen Streit, in dessen Folge Pedersen dazu bewegt werden kann, die anderen Widerstandskämpfer über die Gefahr aufzuklären, die von der Fabrik ausgeht, und den britischen Alliierten einen Bodenangriff zu empfehlen.
Die für den Bodenangriff vorgesehene britische Pioniertruppe, der die Widerstandskämpfer bei der Zerstörung der Fabrik helfen sollen, wird nach Telemark geflogen. Auf der nachts mit Fackeln markierten Landebahn kommt es jedoch zu einer Fehllandung, bei der die Insassen sterben. Die Gruppe um Pedersen und Straud kommt danach zu der Entscheidung, die Produktion des schweren Wassers durch eigene Sabotage zu beenden. Als sie in ihrem Versteck den Angriffsplan schmieden, werden sie von einem kurz zuvor gefangen genommenen Mann belauscht, der vorgibt, Jäger zu sein.
Bei Nacht seilt sich der Sabotage-Stoßtrupp in die Schlucht ab. Für den Fall einer Gefangennahme durch die Deutschen tragen sie zur Vermeidung von Vergeltungsmaßnahmen unter der Zivilbevölkerung britische Uniformen. Nachdem sie die Schlucht durchquert haben, erreichen sie das Fabrikgelände unbemerkt von den Deutschen. Pedersen und zwei Helfer dringen in die Fabrik ein und befestigen Sprengsätze an der Produktionsanlage. Als die Saboteure das Fabrikgelände verlassen wollen, explodieren die Sprengladungen und die Anlage wird zerstört. Die Saboteure werden auf ihrer Flucht von Wehrmachtssoldaten sofort unter Beschuss genommen, dabei wird ein Saboteur tödlich getroffen.
Kurz danach verkündet ein deutscher Offizier, dass die Produktion schweren Wassers in Kürze fortgesetzt wird, und zwar mit leistungsfähigeren Anlagen, die in den zurückliegenden Monaten im Deutschen Reich gebaut wurden. Er stellt den Chefingenieur in der Fabrik unter Arrest.
Unterdessen ist es dem von der Widerstandsgruppe gefangen genommenen Mann gelungen, sich zu befreien und die Deutschen über die Saboteure zu informieren. Schnell spüren die Deutschen Straud und Pedersen in deren Versteck auf. Auf der Flucht mit Skiern werden beide getrennt, Pedersen wird von einer Kugel am Fuß getroffen. In einem Hinterhalt stellt Pedersen den Verräter und erschießt ihn. Auf seiner weiteren Flucht wird Pedersen aufgrund seiner Verletzung enttarnt und verhaftet. Auf der Busfahrt ins Gefangenenlager wird er identifiziert, dabei gelingt ihm die Flucht.
Im Krankenhaus erfährt Pedersen, dass die Deutschen inzwischen eine neue Anlage zur Herstellung schweren Wassers errichtet haben und die Produktion bereits wieder in vollem Gange ist. Straud informiert die britischen Alliierten, die daraufhin einen Luftangriff durchführen. Dabei sterben 76 Zivilisten, das Werk wird schwer getroffen, jedoch bleiben die umfangreichen Vorräte an schwerem Wasser unbeschädigt. Das schwere Wasser soll, bewacht von 1000 ausgesuchten Männern, per Bahn vom Fabrikgelände zum Hafen gefahren und dort auf eine Eisenbahnfähre verladen werden, um später nach Deutschland gebracht zu werden.
Straud und Pedersen beschließen, die auch von Zivilisten benutzte Fähre mittels Sprengladungen im See zu versenken, sehr zu Annas Missfallen. Ihrer Meinung nach ist der Tod von Menschen beim Versenken der Fähre nicht zu verantworten. Um die Verantwortung für den Tod der Zivilisten nicht alleine schultern zu müssen, möchte Pedersen per Funk das Einverständnis der britischen Alliierten erbitten. Die Funksprüche werden durch einen wenige Kilometer entfernt parkenden Funkpeilungswagen der Deutschen registriert, die sich sofort zur Quelle des Funksignals begeben. Dort treffen sie nur noch auf Annas Onkel, der sein Leben dem Gelingen der Operation opfert und noch zwei Deutsche erschießen kann, bevor er selbst tödlich getroffen wird.
Während die Deutschen die Fässer mit dem schweren Wasser per Eisenbahn auf die Fähre transportieren, schleichen sich Straud und Pedersen an Bord der Fähre „Hydro“ und befestigen die Sprengsätze im Maschinenraum, die Zeitzünder stellen sie auf 9:45 ein – dem Zeitpunkt, zu dem die Fähre den tiefsten Punkt des Sees erreicht haben wird. Als Pedersen am nächsten Morgen bemerkt, dass auch eine ihm bekannte, junge Frau mit ihrem Baby auf die Fähre geht, folgt er ihr dorthin. Mit ihrer Hilfe gelingt es ihm, alle Kinder zum Heck der Fähre zu schaffen und ihnen, vorgeblich zum Spielen, Schwimmwesten anzulegen. Die Sprengladungen explodieren und die Fähre sinkt mitsamt den Eisenbahnwaggons, während sich die Kinder in ein Beiboot retten können und Pedersen durch Straud und Anna gerettet wird.

## Historischer Hintergrund

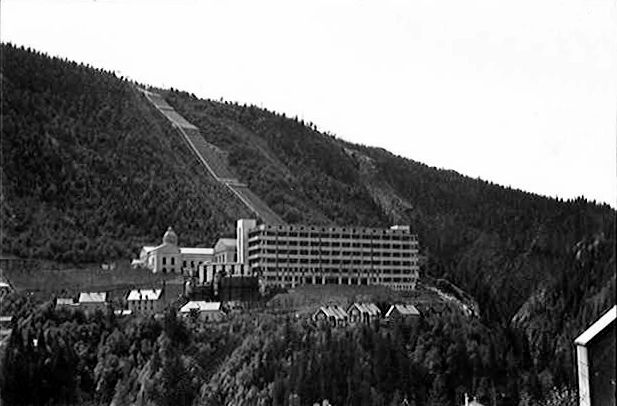
Chemie- und Wasserkraftwerk Vemork von Norsk Hydro bei Rjukan mit Schwerwasser-Produktionsanlage im Frontgebäude, 1935

Am 18. Oktober 1942 sprang eine vierköpfige Vorhut des norwegischen Special-Operations-Executive-Kommandos mit Fallschirmen ab, um die Gegend auszukundschaften. Im Film passiert dies zu Weihnachten und lediglich mit zwei Norwegern. Am 19. November 1942 stürzten in Norwegen zwei Horsa-Lastensegler der britischen Luftwaffe ab, als sie 34 Pioniersoldaten zu ihrer Mission zur Zerstörung der Hydrofabrik beförderten. Die Überlebenden wurden von den Deutschen gefangen genommen, verhört, gequält und erschossen, obwohl alle uniformiert waren. Der Film jedoch besagt, dass bei der Fehllandung alle Soldaten starben. Unerwähnt bleibt zudem, dass die Vorhut vier Monate lang auf Moos und Flechten, mit einem einzigen Rentier im eisigen Winter überlebten. Am 16. Februar 1943 wurden norwegische Widerstandskämpfer etwa 65 Kilometer nördlich der Hydrofabrik per Fallschirmabsprung abgesetzt, sie trafen sich mit der Erkundungsmannschaft. Am 28. Februar 1943 stiegen neun Männer in die steilwandige Schlucht und kämpften sich 150 Meter aufwärts über meist blanke Felswände, um die Fabrik auf der anderen Seite der Schlucht zu erreichen. Unentdeckt verschafften sie sich Zugang zur Hydrofabrik, befestigten ihren Sprengstoff, brachten ihn zur Explosion und flohen sicher. Während dieses Angriffs wurden weder Norweger noch Deutsche getötet. Der Film zeigt einen während der Flucht stattfindenden Schusswechsel, bei dem Menschen sterben, und lässt unerwähnt, dass einige der neun Angreifer anschließend nach Schweden flohen. Auch zeigt der Film, dass dieser Angriff in der Nacht nach dem Absturz des Lastenseglers stattfand und nicht drei Monate später, wie es sich tatsächlich ereignete. Am 16. November 1943 wurde die Fabrik bombardiert, im Film findet das Bombardement dagegen nur wenige Wochen nach dem Sabotageakt und vor Ostern statt. Am 20. November 1944 wurde das Fährschiff sabotiert und im Tinnsjo-See versenkt, dabei starben 14 Norweger und vier Deutsche – der Film lässt aber vermuten, dass sich dies kurz nach der Bombardierung ereignete. Entgegen der Darstellung im Film war die Eisenbahnfähre an der Anlegestelle praktisch unbewacht und es gab auch keinen wirklichen Versuch, dabei zu helfen, jemanden an Bord zu retten. Im Film finden die genannten Ereignisse in einem Zeitraum von etwa drei Monaten statt, tatsächlich jedoch waren es 18 Monate.

## Produktion
Gedreht wurde der Film sowohl in den Pinewood Studios in London als auch für mehrere Monate – während des norwegischen Winters – vor Ort, u. a. auch in Rjukan. Die Zusammenarbeit mit den norwegischen Behörden sei laut Regisseur Mann so gut gewesen, dass an allen Originalschauplätzen (Fähre, Hydrowerk, Eisenbahnen) gefilmt werden durfte und dadurch vermieden werden konnte, Kulissen anzufertigen. Die Filmcrew bestand aus 120 Personen. Gefilmt wurde bei eisigen Temperaturen von bis zu −20 °C. Die Schlucht, die die Saboteure zum Erreichen des Fabrikgeländes durchqueren mussten, wirkte beim Dreh wie ein Windkanal. Ausrüstung und Crew mussten mit einer auf Schienen geführten Gondel in die Schlucht hinunter gebracht werden. Die Dreharbeiten beim Abseilen der Saboteure in die Schlucht gestalteten sich zudem gefährlich, weil die Wände der Schlucht vereist waren. Die Ausrüstung musste von der Filmcrew auf Schlitten fortbewegt werden. Während des Drehs fungierten frühere Mitglieder des norwegischen Widerstandes als Berater für das Produktionsteam. Der Olympia-Ski-Lehrer Helge Stoylen und seine Schüler assistierten Regisseur Mann beim Inszenieren der Skifahrten. Beispielsweise hielt Stoylen bei voller Fahrt eine Kamera zwischen seinen Beinen, um die Piste zu filmen.
Kirk Douglas sprach sich für Richard Harris als zweiten Hauptdarsteller aus, da Douglas laut eigener Aussage „jemanden brauchte, an dem er sich abreagieren kann“. Besonders zu Drehbeginn kam es zwischen den Hauptdarstellern Kirk Douglas und Richard Harris zu Spannungen. Dies wirkte sich nützlich auf den Film aus, da sich die von ihnen verkörperten Charaktere auch in der Handlung oft zwieträchtig gegenüberstanden. Die von Douglas verkörperte Figur basiert auf Knut Haukelid, damals tatsächlich Mitglied des Sabotage-Stoßtrupps. Der Kapitän der Fähre „Hydro“ wird von demjenigen Darsteller verkörpert, der damals Kapitän war und eine der wenigen Personen ist, die sich beim Untergang der Fähre ans Ufer retten konnten.
Kennwort: „Schweres Wasser“ war Regisseur Anthony Manns letzter, vor seinem Tod fertiggestellter Film. Er bezeichnete den Film als den leisesten, der je gedreht wurde, da er nur sehr wenige Momente enthalte, in denen gesprochen werde. Für die Spezial-Effekte war John P. Fulton zuständig, dreifacher Oscar-Preisträger, er verstarb noch im Produktionsjahr. Die Produktionskosten betrugen 5,6 Millionen US-Dollar.

## Fassungen
Gegenüber der originalen US-amerikanischen Kinofassung (131 Minuten) wurde die deutsche Kinofassung um ca. 8 Minuten auf 123 Minuten gekürzt. Das deutsche Fernsehen strahlte mehrfach eine um nochmals ca. 15–17 Minuten gekürzte, etwa 106–108 Minuten lange Fassung aus, bei der zudem das Bildformat von 2,35:1 auf 1,85:1 reduziert war. Für die DVD-Veröffentlichung (Länge: 125 Minuten, PAL-beschleunigt) wurden alle geschnittenen Szenen, überwiegend bestehend aus Lagebesprechungen und persönlichen Gesprächen zwischen Rolf und Anna, großteils im Originalton belassen und mit deutschen Untertiteln versehen, einige Szenen sind jedoch auch deutsch synchronisiert. Diese komplettierte Fassung wurde mittlerweile auch schon im deutschen Fernsehen ausgestrahlt.
Der Film wurde in einer ca. 90-minütigen Fassung im Bildformat 4:3 unter dem Titel Stoßtrupp Telemark in Deutschland auf VHS veröffentlicht.

## Rezeption

### Dramaturgie und Charaktere
Laut Lexikon des internationalen Films habe Mann den Film „routiniert, mit prominenter Besetzung, historisch wenig einfühlsam, aber mit beachtlichem technischem Aufwand nacherzählt“. Die Fernsehzeitschrift prisma sieht ein „packendes Kriegsabenteuer mit Top-Besetzung“. Mike Swain (Kino-zeit.de) meint, dass Anthony Mann eine bis zur letzten Minute spannende Abenteuergeschichte gekonnt inszeniert habe, dass aber überraschend wenig geschossen werde. Die Bilder der norwegischen Landschaft bezeichnet er als „stellenweise großartig“. Die Landschaftspanoramen seien auch laut web.de-Filmarchiv „eindrucksvoll“, jedoch sei das Widerstandsabenteuer „naiv“, habe „kein Interesse für die handelnden Personen“ und sei „hölzern inszeniert“. Schnittberichte.com bezeichnet den Film als „Kriegsactioner“, der sich in mancherlei Hinsicht von der Konkurrenz abgehoben habe, denn die Handlung des Films beschäftige sich ungewöhnlich kritisch mit dem Thema der zivilen Opfer, und versuche, die Akteure vielschichtig darzustellen. Genretypisch seien dagegen die eindimensionalen deutschen Besatzer, und der häufige Einsatz der pathetischen Musikuntermalung, die aber gleichwohl höchst gelungen sei. Der Film punkte jedoch massiv durch die beeindruckenden Aufnahmen des Handlungsschauplatzes Norwegen. So würden die kargen, schneebedeckten Gebirge und Fjorde geschickt eingefangen, und würden maßgeblich zur gelungenen Optik des Films beitragen. Die Filmzeitschrift cinema meint, dass Anthony Manns letzter vollendeter Film mehr als Schneelandschaftsgemälde denn als Kriegsabenteuer beeindrucke. Die Story sei zäh, aber Bilderzauberer Mann sei hier ganz bei sich. Filmhistoriker würden jubeln, Actionfans einschlafen.
Dennis Schwartz gibt dem Film die Gesamtnote C+. Manns Film sei bei weitem nicht sein bester, habe aber dennoch einigen Pop, bedingt durch ein paar große Actionszenen. Jedoch sei der Film überlang und stellenweise schwerfällig, habe ein hektisches Tempo und schlecht entwickelte Charaktere. (Zitat: „But it's sluggish in spots, poorly paced, overlong and the characters are not developed.“) Die verschneiten norwegischen Fjorde und Berge überragten die Charaktere und die dünne Story. Der Film sei ein durch Hollywood-Fantasie geprägtes, heroisches Spionageabenteuer und würde es nicht schaffen, die von Mann gewohnte dunkle Seite seiner Charaktere oder irgendeine psychologische Bedeutung zu vermitteln. Zwar zeige der Film eine Menge fantastischer Kameraeinstellungen, diene aber insgesamt lediglich als kommerzielle Filmunterhaltung, was zwar grundsätzlich nichts schlechtes sei, der Film es aber, obwohl handwerklich überzeugend, nicht schaffen würde, Begeisterung zu erregen. Obwohl Kirk Douglas als Actionheld effizient sei, sei er nicht beeindruckend oder einprägsam. Die formelhaft erforderliche Romanze zwischen Douglas und Ulla Jacobsson wirke künstlich und unnötig und belaste den Film.
Das amerikanische Time-Magazin meint, dass das Drama während langer Debatten über Liebe, Krieg und Heirat jeden Sinn für Direktheit verliere. Da letztendlich kein Film wirkliche Ungewissheit darüber schaffen könne, wer den Zweiten Weltkrieg gewonnen hat, sei die einzige passende Frage das Wie. Die Antwort von Kennwort „Schweres Wasser“ darauf sei, Kirk Douglas und seine Kumpel gegen eine Nazi-Eliteeinheit auszuspielen, die so unbeholfen sei, dass ihre finale Niederlage misstrauisch wie eine Vertuschungsaktion wirke (Zitat: „Tele-mark's answer is to pit Douglas and his right-makes-might pals against a Nazi elite force so inept that its final defeat looks suspiciously like a snow job.“).
Dean Brierly vom amerikanischen Filmmagazin CinemaRetro zufolge meide der Film große Kampfszenen und Pappheldentum zugunsten wagemutiger, kleiner Angriffe und fehlbarer, moralisch im Konflikt zueinander stehender Charaktere (Zitat: „[…] it eschews grandiose battle scenes and cardboard heroics in favor of daring, small-scale raids and fallible, morally conflicted characters“). Die durch Kirk Douglas verkörperte Figur Rolf Pederson sei egozentrisch, genusssüchtig, und würde lieber den Krieg in den Händen möglichst vieler Frauen abwarten als dabei zu helfen, die Deutschen zu bekämpfen. Davor, das zu machen, müsse er sich vor dem Anführer der Widerstandsbewegung, Knut Straud, schämen, der von Richard Harris mit charismatischer Lebendigkeit gespielt werde. Straud sei verpflichtet, alles Mögliche zu tun, um die Deutschen daran zu hindern, die benötigten Vorräte an schwerem Wasser zu erhalten, sogar die Leben unschuldiger Frauen und Kinder zu riskieren. Wie die Charaktere in Manns Noiren leben die Widerstandsmitglieder in Telemark in permanenter Angst vor Entdeckung und Tod, nicht nur vor den deutschen Besatzern, sondern auch vor den norwegischen fünften Kolonnen. Manns Regie rufe effektiv die Alptraumhaftigkeit ihrer Existenz hervor, wenngleich der Film mitten in offenen, schneebedeckten norwegischen Landschaften als vielmehr beengten städtischen Umgebungen spiele. Die Spannung des Films werde ferner durch seine Ablehnung vergrößert, die Konsequenzen der Widerstandsversuche zu ignorieren, beispielsweise zögere der örtliche deutsche Kommandant nicht, als Vergeltung für jeden Sabotageakt die Exekution unschuldiger Zivilisten anzuordnen. Der Film profitiere auch von Robert Kraskers brillanten Aufnahmen der zahlreichen Actionsequenzen, deren Wirkung umso stärker durch ihr bescheidenes Ausmaß und ihre unauffällige Inszenierung sei. Besonders hervorzuheben seien ein tragisch endendes Landemanöver der Alliierten und der erfolgreiche Sabotageangriff auf die Hydrofabrik. Einprägsamste Sequenz des Films sei jedoch eine tödliche Verfolgungsjagd auf Skiern, bei der Straud und Pedersen vor einer Einheit deutscher Jäger fliehen. Die Sequenz sei exzellent gefilmt und geschnitten, Mann habe die Jagd in langen Einstellungen gefilmt, in denen sich die Skier als dunkle Figuren gegen die reine Weiße des Schnees abhöben und die Verletzlichkeit der beiden Widerstandsführer betont werde. All diese Sequenzen seien nahezu still, bis auf Malcolm Arnolds sinnträchtige Musik, womit Manns Glauben an die Überlegenheit von Bildern über Dialoge unterstrichen werde.

### Deutsche Fassung
Schnittberichte.com meint, dass die für die deutsche Fassung entfernten Szenen das Konfliktpotential zwischen den Figuren immens verminderten, den Film jedoch auch strafften. Die deutsche Fassung wirke deutlich dynamischer und actionbetonter, wenngleich so mancher Szenenablauf etwas holprig erscheine. Wo der Film etwas weiter gehe als die Konkurrenz, werde er von der deutschen Bearbeitung wieder zurückgestutzt. Die in der deutschen Fassung fehlenden Szenen, in denen der Nazi-Reichskommissar Befehle zur Exekution von Zivilisten als Vergeltung für die Anschläge erteilt, stellten eine drastische Abschwächung dar.

## DVDs
Seit August 2006 ist der Film als Einzel-DVD erhältlich. Im August 2010 erschien der Film außerdem auf der Doppel-DVD Ein Wiedersehen mit … Kirk Douglas zusammen mit dem Film Stadt ohne Mitleid.